# Yale Environment 360
Yale Environment 360 est un magazine américain en ligne axé sur le journalisme environnemental. Il comprend des reportages originaux, des analyses, des interviews et du contenu multimédia. Yale Environment 360 est publié par la Yale School of the Environment (en) de l'université Yale, mais est indépendant sur le plan rédactionnel.

## Historique
James Gustave Speth, alors doyen de Yale School of the Environment (en), a proposé pour la première fois en 2007 l'idée d'un site web environnemental parrainé par Yale. Roger Cohn, ancien rédacteur en chef de Mother Jones et rédacteur exécutif de Audubon, a été engagé pour être le rédacteur en chef de E360. Cohn a décrit à l'époque sa vision d'E360 comme "une publication à cheval entre les sites environnementaux plus académiques et spécialisés et les sites plus généraux sur le mode de vie écologique".
E360 a été officiellement lancé le 3 juin 2008 avec des articles de Bill McKibben, Elizabeth Kolbert et d'autres auteurs. Le site web a été remanié en 2017.
Yale Environment 360 est financé selon un modèle de journalisme à but non lucratif par des fondations privées et des donateurs. Les principaux donateurs sont la Gordon and Betty Moore Foundation, la John D. and Catherine T. MacArthur Foundation, et la William Penn Foundation.

## Contributeurs et partenariats
Yale Environment 360 sollicite des contributions de journalistes, de scientifiques, de responsables politiques et d'autres experts.
Yale Environment 360 fait partie du réseau environnemental du Guardian, qui republie le contenu de sites Web environnementaux de premier plan. Des articles de E360, triés sur le volet, ont été traduits en espagnol et en portugais par Universia.

## Prix et distinctions
Leveling Appalachia (fr. nivellement des Appalaches), vidéo produite par E360, a reçu le prix de la meilleure vidéo aux National Magazine Awards de 2010. Il s'agissait de la toute première vidéo à recevoir un National Magazine Award. E360 a également reçu les Online Journalism Awards de la Online News Association en 2009, 2010 et 2011, et a reçu plusieurs nominations aux Webby Awards.
The Warriors of Qiugang, un court métrage réalisé par Ruby Yang et produit par le cinéaste Thomas Lennon, a été coproduit et hébergé par E360. Il a été nommé pour un Academy Award for Best Documentary (Short Subject) lors de la 83rd Academy Awards.